# Harburg, Bayern
Harburg (Schwaben) är en stad i Landkreis Donau-Ries i Regierungsbezirk Schwaben i förbundslandet Bayern i Tyskland.